# Hohentannen
Hohentannen är en ort och kommun i distriktet Weinfelden i kantonen Thurgau, Schweiz. Kommunen har 664 invånare (2023).
Kommunens större byar är Hohentannen och Heldswil.